# Igreja de São Francisco (Cochim)

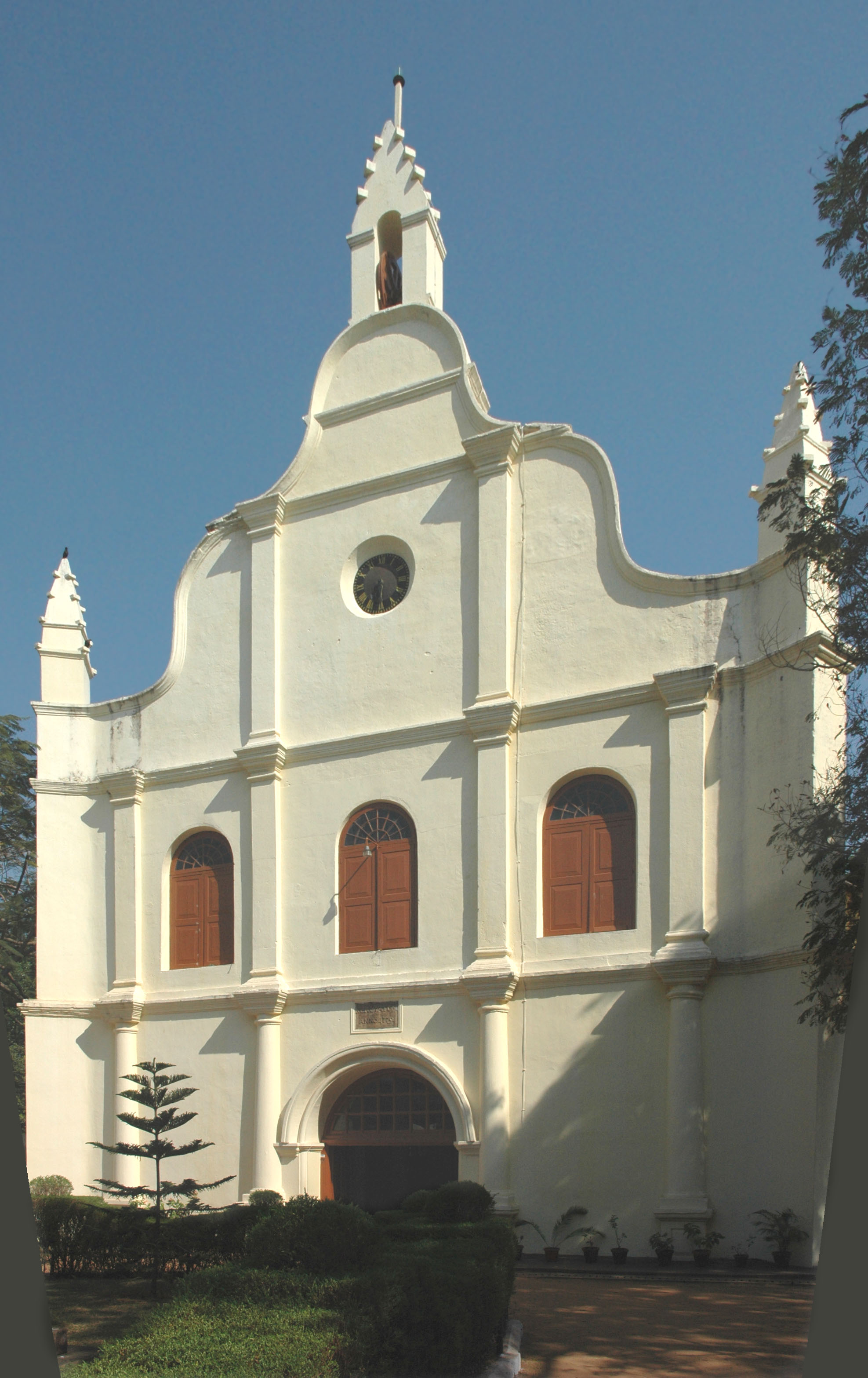
Igreja de São Francisco, em Cochim, originalmente construída pelos portugueses em 1503.

A Igreja São Francisco, em Cochim, originalmente construída pelos portugueses em 1503, é a mais antiga igreja Europeia na Índia e tem um grande significado histórico como testemunho das lutas coloniais europeias no subcontinente indiano.

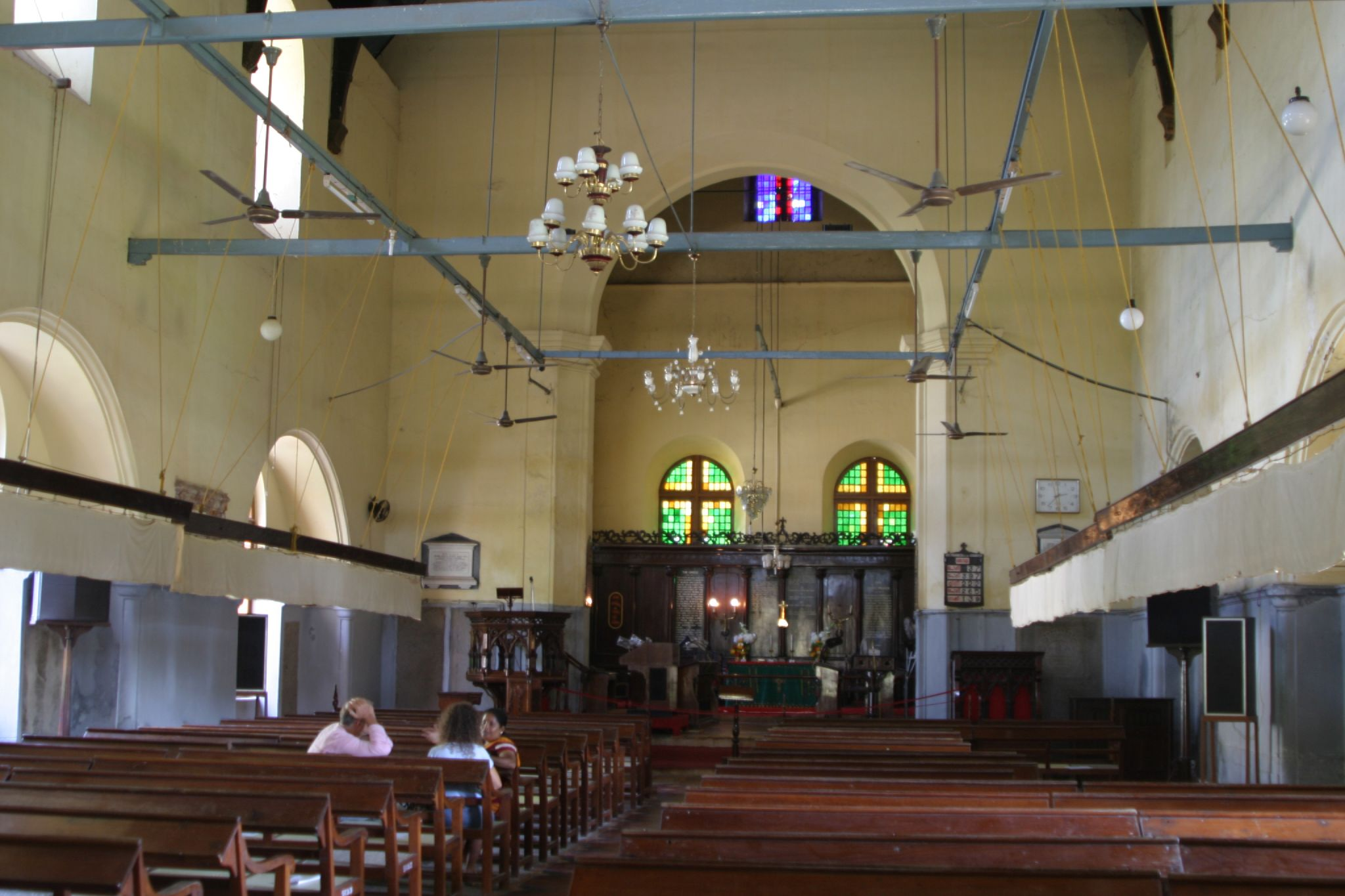
Igreja de São Francisco, interior.

O navegador português Vasco da Gama morreu em Cochim em 1524 na sua terceira visita à Índia. O seu corpo foi inicialmente sepultado nesta igreja, mas após catorze anos seus restos mortais foram trasladados para Lisboa. O túmulo de Vasco da Gama ainda pode ser visto aqui, no chão, no lado sul. As lápides de portugueses estão na parte lateral do Norte e as holandesas na parede sul. Um mausoléu em memória dos moradores de Cochim que caíram na Primeira Guerra Mundial foi erguido em 1920.

## História
Vasco da Gama, que descobriu o caminho marítimo da Europa para a Índia, desembarcou em Calecute (mais tarde rebatizada Kozhikode) em 1498. Na sequência de confrontos com o samorim de Calecute, entre 1500 e 1503 Pedro Álvares Cabral e Afonso de Albuquerque estabeleceram relações amigáveis com o rajá de Cochim, onde construíram uma fortaleza com a sua permissão. Dentro do forte construíram uma igreja com estrutura de madeira, dedicada a São Bartolomeu. O bairro é hoje conhecido como Fort Kochi.
Em 1506 o vice-rei da Índia Francisco de Almeida foi autorizado pelo rajá de Cochim a reconstruir os edifícios de madeira em pedra e alvenaria. A igreja de madeira foi reconstruída, presumivelmente pelos frades franciscanos, com tijolos e argamassa e telhado de telha. Em 1516, a nova igreja foi concluída e dedicada a Santo António.
Os franciscanos mantiveram o controle sobre a Igreja até Cochim ser capturada pelos holandeses em 1663. Embora os portugueses fossem católicos e os holandeses protestantes, estes demoliram todas as igrejas excepto esta, que reformularam convertendo-a numa igreja sob o seu governo.
Em 1795 os britânicos tomaram Cochim aos holandeses, mas deram-lhes a possibilidade de manter esta igreja. Em 1804, os holandeses entregaram voluntariamente a igreja à Comunhão Anglicana. Esta foi colocada sob o Departamento Eclesiástico do Governo da Índia. Acredita-se que foram os anglicanos a mudar o nome do padroeiro para São Francisco.
A igreja foi declarada monumento protegido em Abril de 1923, sob a lei de Monumentos Protegidos de 1904. Nesta condição, está sob a alçada do Património Arqueológico da Índia, mas é propriedade da diocese do Norte de Minas Gerais Igreja do Sul da Índia. Tem serviços aos domingos e dias festivos. Nos dias de semana é mantida aberta para visitantes.